# Henry Farrell (Politikwissenschaftler)

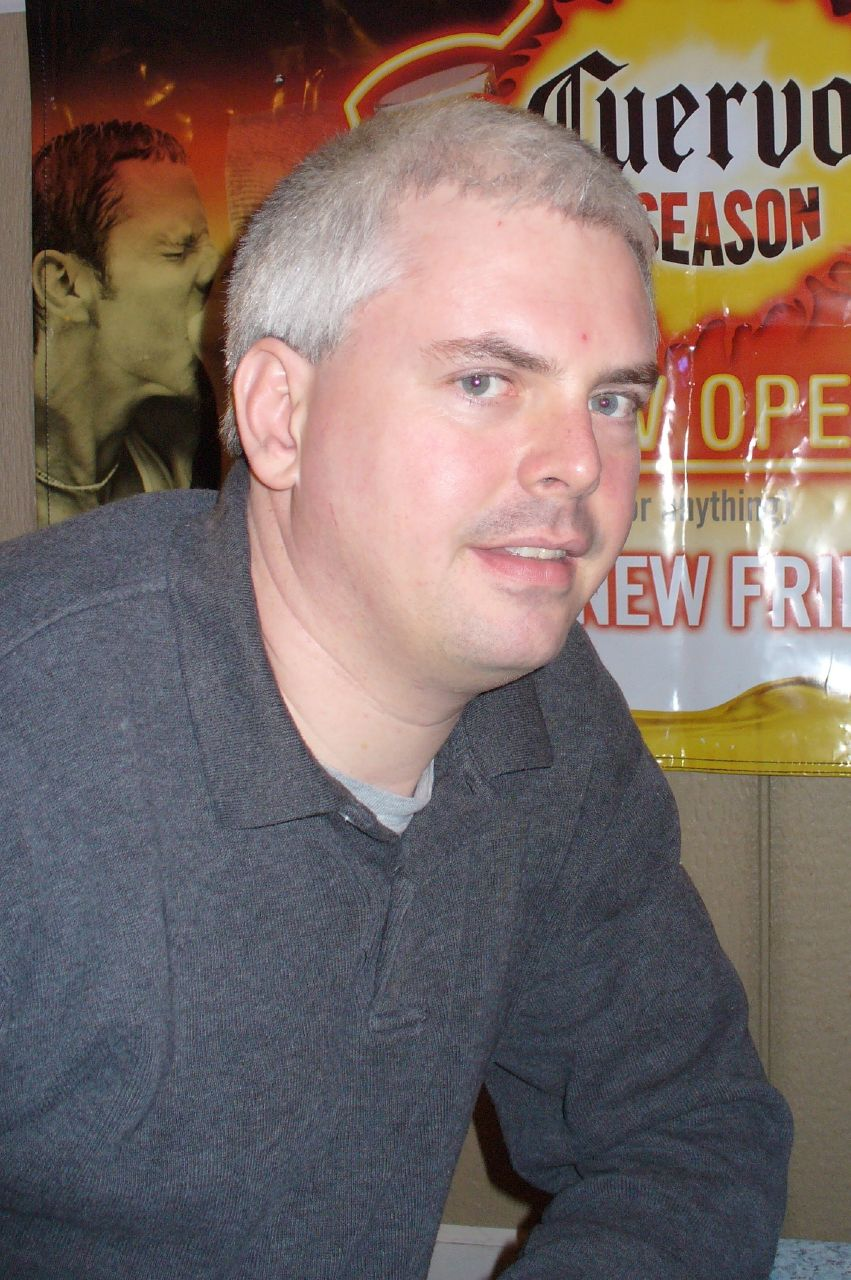
Henry Farrell

Henry Farrell (* 30. Juni 1970) ist ein irisch-stämmiger Politikwissenschaftler an der Johns Hopkins University. Zuvor lehrte er an der George Washington University, an der University of Toronto und wurde an der Georgetown University promoviert. Zudem ist er gewähltes Mitglied des Council of Foreign Relations. Seine Forschungsschwerpunkte sind Vertrauen und Zusammenarbeit, E-commerce, die European Union und Institutionenlehre.

## Veröffentlichungen (Auswahl)
- mit Abraham Newman: Underground Empire: How America Weaponized the World Economy. Allen Lane, London 2023, ISBN 978-0-241-62451-7.
- mit Abraham Newman: Weaponized Interdependence. How Global Economic Networks Shape State Coercion. International Security, Vol. 44, No. 1, https://doi.org/10.1162/isec_a_00351  .
- mit Abraham Newman: Of Privacy and Power: The Transatlantic Struggle Over Freedom and Security. Princeton University Press, Princeton 2019, ISBN 978-0-691-18364-0.
- The Political Economy of Trust: Institutions, Interests and Inter-Firm Cooperation in Italy and Germany. Cambridge University Press, 2009.